# Meldric Daluz
Meldric St. Clair Daluz je bivši indijski hokejaš na travi. Igrao je na položaju veznog igrača.
Na hokejaškom turniru na Olimpijskim igrama 1952. u Helsinkiju igrajući za Indiju je osvojio zlato. Odigrao je jedan susret na turniru.